# Sturmgeschütz-Brigade 232
De Sturmgeschütz-Abteilung 232 / Sturmgeschütz-Brigade 232 / Sturmgeschütz-Brigade "Samland" was tijdens de Tweede Wereldoorlog een Duitse Sturmgeschütz-eenheid van de Wehrmacht ter grootte van een afdeling, uitgerust met gemechaniseerd geschut. Deze eenheid was een zogenaamde Heerestruppe, d.w.z. niet direct toegewezen aan een divisie, maar ressorterend onder een hoger commando, zoals een legerkorps of leger.
Deze Sturmgeschütz-eenheid kwam in actie aan het oostfront gedurende zijn hele bestaan. Na lang in de zuidelijke sector in actie te zijn geweest, volgde in 1944 een verplaatsing naar de centrale sector. In januari 1945 werd de eenheid omgedoopt in Sturmgeschütz-Brigade "Samland" en eindigde ook de oorlog in Oost-Pruisen.

## Krijgsgeschiedenis

### Sturmgeschütz-Abteilung 232
Sturmgeschütz-Abteilung 232 werd opgericht in Jüterbog op 10 november 1942. De Abteilung was voorzien voor inzet in Noord-Afrika en was als zodanig ook van tropenuitrusting voorzien. In december 1942 was de training afgesloten, maar gezien de situatie aan het oostfront werd de Abteilung naar het zuidelijk oostfront gedirigeerd. Uitgeladen in Salsk nam de Abteilung deel aan de ontzettingspoging van het 6e Leger en de aansluitende defensieve gevechten tussen Don en Donets. In februari werd deelgenomen aan de herovering van Grisjino en Molodejkoje. In deze tijd was de Abteilung ook toegevoegd aan de 7e Pantserdivisie. In maart werden bittere gevechten uitgevochten langs de Mioes. In juli 1943 was de Abteilung de “brandweer” van het 1e Pantserleger langs de midden-Don. Eind van de zomer van 1943 werd de zwaar aangeslagen Abteilung verplaatst naar Patschkau om daar opgefrist te worden. Daarna keerde de Abteilung terug aan het oostfront.
Op 14 februari 1944 werd de Abteilung in omgedoopt in Sturmgeschütz-Brigade 232.

### Sturmgeschütz-Brigade 232
De omdoping in Sturmgeschütz-Brigade betekende echter geen organisatorische verandering, de samenstelling bleef gelijk. In maart/april 1944 was de brigade bij het 6e Leger in reserve in opfris in Moldavië.
Op 10 juni 1944 werd de brigade omgedoopt in Heeres-Sturmgeschütz-Brigade 232.

### Heeres-Sturmgeschütz-Brigade 232
Medio juli/begin augustus, begin september 1944 en begin december was de brigade onderdeel van het 3e Pantserleger. Begin januari 1945 bereikte de brigade Heiligenbeil waar deze omgedoopt werd in Sturmgeschütz-Brigade "Samland", na ook de resten van 
Heeres-Sturmgeschütz-Brigade 278 opgenomen te hebben op 28 januari 1945. 

### Sturmgeschütz-Brigade "Samland"
Deelgenomen werd aan aanvallen op 7 januari en 10 februari voor het ontzetten van de "Festung Königsberg" en de brigade kon samen met de 5e Pantserdivisie de verbinding naar deze stad weer openen. In april vocht de brigade in het gebied Königsberg - Fischhausen en moest vervolgens terugtrekken naar Pillau. Vandaar werden de resten per schip overgebracht naar Nickelswalde. Vroeg op 8 mei 1945 werden de laatste resten van de brigade met "Marinefährprähme" naar Hela gebracht en vandaar met torpedoboot T-23 naar Kiel.

### Einde
De resten van de Sturmgeschütz-Brigade "Samland" gaven zich in Kiel over aan de Britten op 8 mei 1945.

## Samenstelling
- Staf
- 1e Batterij
- 2e Batterij
- 3e Batterij

## Commandanten
| Rang      | Naam              | Begin            | Eind     |
| --------- | ----------------- | ---------------- | -------- |
| Hauptmann | Gottfried Geißler | 11 november 1942 | mei 1944 |
| Hauptmann | Paul Franke       | mei 1944         |          |
| Hauptmann | Siegfried Plath   | 1 februari 1945  |          |
| Major     | Alfred Hinze      | 28 januari 1945  |          |